# Prêmios Independent Spirit de 1999
A 14.ª cerimônia do Independent Spirit Awards, mais conhecida como Independent Spirit Awards 1999, foi uma transmissão televisiva produzida pela Film Independent (FINDIE) e realizada em 20 de março de 1999, em Santa Mônica, Califórnia, para celebrar as melhores contribuições independentes à industria do cinema no ano de 2003. Queen Latifah foi a anfitriã da cerimônia.
Affliction foi o filme com o maior numero de indicações, seis no total. O drama Gods and Monsters foi premiado na categoria mais importante: melhor filme.

## Vencedores e indicados

### Prêmios
Indica o ganhador dentro de cada categoria.
| Melhor Filme | Melhor Diretor |
| --- | --- |
| Gods and Monsters - Affliction - Claire Dolan - A Soldier's Daughter Never Cries - Velvet Goldmine                                                                | Wes Anderson – Rushmore - Todd Haynes – Velvet Goldmine - Lodge Kerrigan – Claire Dolan - Paul Schrader – Affliction - Todd Solondz – Happiness                             |
| Melhor Ator | Melhor Atriz |
| Ian McKellen – Gods and Monsters - Dylan Baker – Happiness - Nick Nolte – Affliction - Sean Penn – Hurlyburly - Courtney B. Vance – Blind Faith                   | Ally Sheedy – High Art - Katrin Cartlidge – Claire Dolan - Christina Ricci – The Opposite of Sex - Robin Tunney – Niagara, Niagara - Alfre Woodard – Down in the Delta      |
| Melhor Ator Coadjuvante | Melhor Atriz Coadjuvante |
| Bill Murray – Rushmore - James Coburn – Affliction - Charles S. Dutton – Blind Faith - Gary Farmer – Smoke Signals - Philip Seymour Hoffman – Happiness           | Lynn Redgrave – Gods and Monsters - Stockard Channing – The Baby Dance - Patricia Clarkson – High Art - Lisa Kudrow – The Opposite of Sex - Joely Richardson – Under Heaven |
| Melhor Roteiro | Melhor Primeiro Roteiro |
| The Opposite of Sex – Don Roos - Affliction – Paul Schrader - Blind Faith – Frank Military - Gods and Monsters – Bill Condon - The Spanish Prisoner – David Mamet | π – Darren Aronofsky - High Art – Lisa Cholodenko - Niagara, Niagara – Matthew Weiss - Slums of Beverly Hills – Tamara Jenkins - Smoke Signals – Sherman Alexie             |
| Melhor Primeiro Filme | Melhor Filme Estrangeiro |
| The Opposite of Sex - Buffalo '66 - High Art - π - Slums of Beverly Hills                                                                                         | Festen ( Dinamarca) - Central do Brasil ( Brasil) - Unagi ( Japão) - Hana-bi ( Japão) - The General ( Irlanda)                                                              |
| Melhor Fotografia | Melhor Estreia |
| Velvet Goldmine – Maryse Alberti - Affliction – Paul Sarossy - Belly – Malik Hassan Sayeed - High Art – Tami Reike - π – Matthew Libatique                        | Evan Adams – Smoke Signals - Anthony Roth Costanzo – A Soldier's Daughter Never Cries - Andrea Hart – Miss Monday - Sonja Sohn – Slam - Saul Williams – Slam                |

### Prêmio Acura Someone to Watch
- David D. Williams – Thirteen
- Tony Barbieri – One
- Lynn Hershman Leeson – Conceiving Ada
- Eric Tretbar – Snow

### Prêmio Piaget Producers
- Susan A. Stover
- Margot Bridger
- Gill Holland
- Andrea Sperling

### Prêmio Truer than Fiction
- Regret to Inform
- Dear Jesse
- Dying to Tell the Story
- Moment of Impact
- Paulina